# Josef Vacke
Josef Vacke, vlastním jménem Josef Watzke (18. července 1907, Praha – 8. prosince 1987, Praha), byl akademický malíř, žák krajinářské speciálky profesora Otakara Nejedlého.

## Životopis
Narodil se v rodině účetního Karla Watzkeho (1874–??) a jeho manželky Anny, rozené Zykové (1876–??). Měl starší bratry Vladimíra (*1900) a Karla (*1902).
Josef Vacke se několik let učil malbě ve škole Ebertově, kde jej vedl malíř Antonín Porket. V letech 1923 a 1924 studoval na soukromé škole u Ferdinanda Engelmülera a od roku 1925 až 1931 na Akademii výtvarných umění v krajinářské speciálce profesora Otakara Nejedlého.
První studijní cestu podnikl v roce 1925 do Cagnes-sur-Mer a další cesty pak na Cap d'Agnes (1926), na Korsiku (1928), do Ponte du Suve u Toulonu (1930). S Nejedlého školou pobýval v Jílovém nad Sázavou, na Malé Skále u Turnova, na Hluboké, na Hrubé Skále, ve Vlastislavi a v Středohoří. V roce 1928 Vacke obdržel stipendium na cestu do Paříže pod vedením profesora Antonína Matějíčka. V letech 1931 a 1935 maloval Vacke s Lucií Klímovou v Jugoslávii. Pobýval také ve Zděchově, kde byl mecenášem malířské společnosti Ludvík Klímek; zde namaloval v roce 1943 čtyři akvarely.
Během druhé světové války často pobýval na Sázavě a na Vysočině. Po roce 1946, kdy získal chalupu č.p. 91 v Křižanech, se stále častěji objevovaly v jeho díle obrazy z Podještědí. Lucie Klímová zajížděla již od roku 1946 do Křížan, kde strávila celé měsíce na Vackově chalupě. Když v roce 1961 zemřela, Vackovou partnerkou se stala Boženka Škodová. Josef Vacke také často pobýval a maloval ve Velenicicích na Poděbradsku, odkud pocházela Boženka Škodová.
Od roku 1935 byl členem Klubu výtvarných umělců Aleš. Nejčastěji maloval krajiny a květiny. Častým motivem byly kytice, ojediněle i figurální motivy.

## Dílo (výběr)

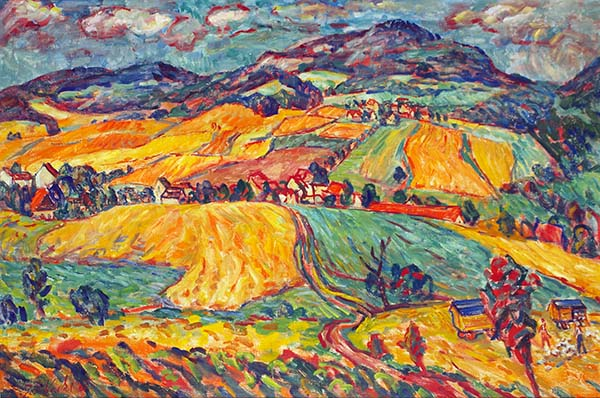
Rakovnicko a česká krajina, obraz od Josef Vacke

| - 1925: Nezabudice - 1926: Večer u Cap d'Antibes - 1927: V Polabí (Brandýs nad Labem); Žně v Nezabudicích - 1931: Korčula; Orebić; Piniový les na Rábu (v Jugoslávii) - 1933: Letní krajina (Nezabudice); Podzim v Šárce - 1937: Okno; Český Šternberk - 1938: Podešti (Nezabudice); Pole u vsi (Nezabudice); Zátiší s melounem; Žně v Nezabudicích | - 1939: Panna Marie u Nezabudic; Rusava; Strašínska periferie - 1940: Křižany - 1943: Zděchov (3 akvarele) - 1943: Boží tělo ve Zděchově - 1952: Stran v Křižanech - 1954: Žně v Podještědí - 1956: Cesta knádraži (Křižany); V chalupy (Křižany) - 1958: Lucie Klímová u chalupy (Křižany) |

## Výstavy
přehled samostatných výstav
- 1936: Praha, galerie Modrý salon (společně s Václavem Trefilem)
- 1938: Praha, galerie Topičův salon Obrazy z Nezabudic
- 1941: Kamenný Přívoz (společně s Lucií Klímovou)
- 1942: Rakovník, Křivoklát (souborné výstavy obrazů z Nezabudic a z cest)
- 1958: Praha, galerie Purkyně (obrazy z let 1931–1957)
- 1967: Zámek Kačina u Kutné Hory (společně s Františkem Proseckým)
- 1968: Zámek Ohrada u Hluboké (souborná výstava Obrazy z Podještědí)
- 1977: Praha, galerie Nová síň (obrazy z let 1928–1976)
- 1978: Přerov, galerie Dílo
- 1978: Klášterec nad Ohří, galerie Kulturního domu (obrazy z let 1930–1977)
- 1981: Kladno
- 1983: Praha, galerie U Řečických (výběr z obrazů let 1925–1982)
- 1985: Mutějovice, ve spolupráci s Rabasovou galerií
- 1987: Rakovník, Rabasova galerie

posmrtné výstavy
- 2003: Praha, galerie Peithner
- 2011: Velenice, Poděbradsko[3]
- 2011: Rakovník, Rabasova galerie[4]

## Publikace
- s BARUCH, Jožka; SOLAR, Josef: Čtrnáct nových knižních značek Jožky Barucha (= Sbírka Exlibris. Sv. 2). Grafická škola, Praha 1941. OCLC 72421268

kresby
- KŘIČKA, Petr: Bílý štít. Druhá kniha básní. Kvasnička a Hampl, Praha 1944. OCLC 724911514